# Brandon Hurst
Brandon Hurst, född 30 november 1866 i London, England, död 15 juli 1947 i Hollywood, Los Angeles, Kalifornien, var en brittisk-amerikansk skådespelare. Från år 1900 till 1922 verkade han som teaterskådespelare på Broadway. Hurst medverkade även i över 120 amerikanska filmer. På 1920-talet hade han större roller i stumfilmer, ofta skurkroller, men från 1930-talet och fram till sin död 1947 medverkade han främst i småroller som stereotypt brittiska figurer.

## Filmografi, urval
- 1923 – Ringaren i Notre Dame
- 1924 – Tjuven i Bagdad
- 1926 – Amatörgentlemannen
- 1926 – Hennes ungdomssynd
- 1927 – Anna Karenina
- 1928 – I brottets skugga
- 1928 – Skrattmänniskan
- 1932 – Vit vålnad
- 1934 – Flygets lilla fästmö
- 1934 – Huset Rothschild
- 1935 – Kvinnan i rött
- 1936 – Jag släpper dig ej
- 1937 – En gång i maj (ej krediterad)
- 1940 – Fågel blå
- 1942 – Mannen med sälgpiporna (ej krediterad)
- 1942 – Två glada sjömän i Marocko (ej krediterad)
- 1943 – Jane Eyre (ej krediterad)
- 1944 – Prinsessan och piraten
- 1944 – Mrs. Parkington (ej krediterad)
- 1944 – Spöket på Canterville (ej krediterad)
- 1945 – Nya skördar (ej krediterad)
- 1946 – Att offra allt (ej krediterad)
- 1946 – De gröna åren (ej krediterad)
- 1947 – Kungen från New York (ej krediterad)
- 1947 – Åh, en sån deckare! (ej krediterad)